# Vent (Caliban)
Vent è il secondo album in studio del gruppo metalcore tedesco Caliban, pubblicato nel 2001.

## Tracce
1. Entrance – 1:35
2. Fire of Night – 3:12
3. Love Taken Away – 3:43
4. In the Eye of the Storm – 4:49
5. About Time and Decisions – 5:41
6. Roots of Pain – 4:41
7. Happiness in Slavery – 3:06
8. Tyranny of Small Misery – 4:39
9. For – 4:47
10. My Last Beauty – 4:34
11. New Kind of Freedom – 3:59
12. Sycamore Dreams – 3:52
13. Erase the Enemy – 4:34
14. Exit – 1:47